# خرچنگ دست‌بزرگ
خرچنگ دست‌بزرگ (نام علمی: Heterozius rotundifrons) نام یک گونه از تیره بلیائیان است.